# أكوري
أكوري هي مدينة تقع جنوب غرب نيجريا وهي عاصمة ولاية أوندو، بلغ عدد سكان المدينة 403،000 نسمة وفقاً لإحصاء 2006.